# Salacia togoica
Salacia togoica är en benvedsväxtart som beskrevs av Ludwig Eduard Theodor Loesener. Salacia togoica ingår i släktet Salacia och familjen Celastraceae. Inga underarter finns listade.